# Jaroslav Dietl
Jaroslav Dietl (22. května 1929 Záhřeb – 29. června 1985 Praha) byl český autor televizních seriálů, filmový a televizní scenárista, dramatik a dramaturg působící zejména v období normalizace.

## Životopis
Narodil se v Záhřebu v Chorvatsku. V necelých čtyřech letech se však se svými českými rodiči a dvěma sestrami přestěhoval nejprve do Borovan u Trocnova a posléze do Brna. Tam chodil do obecné školy a v letech 1940–1944 byl studentem III. reálného gymnázia v Brně, které sídlilo v budově na dnešním Janáčkově náměstí. Odtud předčasně odešel a v letech 1945–1947 studoval na dvouleté odborné škole tkalcovské ve Svitavách, poté přestoupil do Brna na Vyšší textilní školu kreslířskou při Průmyslové škole textilní na Francouzské ul., kterou ukončil  maturitou roku 1949. Během těchto studií konal praxi v textilních továrnách v Brně (Neumark), Frýdlantě a Aši. Po maturitě byl rok posluchačem oboru psychologie na Filozofické fakulty MU v Brně, poté vychovatelem učňů v tamtéž; z Brna se rozhodl odejít do Prahy, protože zde dostal místo na Ministerstvu sociální péče. V Praze byl v letech 1950–1955 studentem na Filmové fakultě Akademie múzických umění, scenáristiku a dramaturgii studoval u profesora M. V. Kratochvíla. Ještě během svých studií se stal dramaturgem nově vznikající Československé televize. Léta 1962 změnil zaměstnání, odešel do Československého státního filmu a nakonec se stal spisovatelem z povolání. V roce 1973 byl vyloučen z KSČ. Rok před svým úmrtím byl jmenován zasloužilým umělcem.

## Dílo
Známý je hlavně díky televizním seriálům Nemocnice na kraji města, Nejmladší z rodu Hamrů, Dispečer, Píseň pro Rudolfa III., Byli jednou dva písaři, Tři chlapi v chalupě, Inženýrská odysea, Okres na severu, Muž na radnici, Plechová kavalerie nebo Žena za pultem. Napsal řadu her, některé z nich zfilmoval, případně podle filmu vytvořil následně divadelní hru. Také některé filmy zpracoval i jako seriál a obráceně. Publikoval také v deníku Mladá fronta a časopisu Dikobraz.
Vedle rozsáhlých prací, jakými byly televizní seriály, napsal Dietl také filmové scénáře, které měly různou kvalitativní úroveň. Dietl byl multižánrovým scenáristou, který psal jak scénáře komedií Ženu ani květinou neuhodíš (Zdeněk Podskalský, 1966), Nejlepší ženská mého života (Martin Frič, 1968) nebo Křtiny (Zdeněk Podskalský, 1981), pohádek Falošný princ (Dušan Rapoš, 1982), Pehavý Max a strašidlá (Juraj Jakubisko, 1987, scénář společně s Joachimem Hammannem, Jozefem Paštékou, podle Allana Rune Peterssona; též TV seriál), satirických moralit Hrdina má strach (František Filip, 1965, podle vlastního dramatu Nehoda) nebo kriminálních filmů Druhý tah pěšcem (Vít Olmer, 1985). Vedle toho napsal i scénáře k ideologickým dílům jako Cesta hlubokým lesem (Štěpán Skalský, 1963) nebo Zbraně pro Prahu (Ivo Toman, 1974), v duchu režimní propagandy.
Dietlova scenáristická specifičnost spočívala ve schopnosti dokonalého přizpůsobení se médiu, ať už to byla televize nebo film. Jeho vyhraněnost a zároveň laskavost vůči postavám, které vytvořil, byla klíčem k oslovení televizního a filmového publika. Jako první český autor vytvořil specifický žánr tzv. rodinného seriálu, který byl postaven na velkém epickém vyprávění na pokračování. Schéma jeho vyprávění vychází z určitého sociálního prostředí (zdravotnictví, zemědělství, průmysl, obchod), které rámuje chování a vztahy jeho postav. Vedle specifičnosti svého psaní měl Dietl i druhou polohu – rozporuplnost – která se nejvíce projevovala v ochotě, s jakou přijímal nabídky na tzv. společenskou objednávku, pod kterou se skrývala objednávka komunistického režimu na vytvoření prorežimního díla; Dietlovi však nelze upřít, že se snažil o kritiku (samozřejmě v povolené normě), kterou prostřednictvím svých seriálů a satirických replik postav v nich, vysílal autoritativnímu systému.
Seriály napsané Jaroslavem Dietlem se pokoušely o vzájemnou syntézu melodramatické, historicko-společensko, ideologické tvorby. Nabízely prostřednictvím svých postav společnosti určité lidské vzory. Podle společenského diskurzu, který je ustaven současnou českou společností, bylo úkolem jeho seriálů zobrazit vedoucí úlohu komunistické strany, pomocí postulátů socialistického realismu (uměleckého směru, který byl roku 1932 schválen Ústředním výborem Komunistické strany SSSR jako oficiální směrnice pro literaturu, výtvarné umění a hudbu), kterými jsou typičnost, pravdivost, lidovost a stranickost. Hlavní postava měla vykazovat silně charakteristické rysy tzv. obyčejného člověka v socialistické společnosti. Ten mohl mít i nějakou stranickou funkci, ale nejdůležitějším rysem byla obyčejnost. Do určité míry měly být hlavní postavy i návodem, jak diváky nenásilnou formou transformovat na normy a hodnoty komunistické společnosti. Druhou rovinou Dietlových seriálů (a pro samotného autora důležitější) byly osobní vztahy postav. To bylo Dietlovo téma, které procházelo všemi jeho seriály. Velký epický příběh, který jeho postavy prožívaly.
Pokud se podíváme na Dietlovu tvorbu, je možné z ní dekódovat sdělení, že už v Nejmladším z rodu Hamrů přecházel komunistický režim do interakce s občany; zmíněná interakce byla masová, stejně jako sledovanost všech dalších Dietlových seriálů. Nadnárodní úspěch Nemocnice na kraji města se dá považovat za stabilizaci a rozkvět života v socialismu. Katarzí Dietlova prvního normalizačního období byly seriály Muž na radnici a Okres na severu, kde byla politika strany implantována přímo do rodinného prostředí okresního tajemníka KSČ. Soukromé problémy se staly problémy politickými a sociálními. Intimita soukromého a rodinného života byla ztracena a podřízena zájmům kolektivu. Hlavní postavy Dietlových seriálů jsou charakteristické svou konfliktností, pevnými postoji, důsledností, kterou praktikují v pracovním i osobním životě.
Sociální vztahy uvnitř společnosti mohly sloužit Jaroslavu Dietlovi a jeho „dvornímu“ režisérovi Evženu Sokolovskému jako určitá motivace nebo předobraz společenské situace, kterou zobrazili ve svém díle. Společnost měla naopak velký vliv na to, jak byl seriál obecně přijímán, a ustavovala tím společenský diskurz vnímání Dietlových a Sokolovského seriálů v normalizačním období, který jednoznačně upřednostňoval Dietlova díla, která měla minimální míru ideologické angažovanosti, jako byla Nemocnice na kraji města, Velké sedlo nebo Synové a dcery Jakuba skláře; daleko hůře byly recipienty přijímány Dietlovy seriály, kde hlavní postava byla ve vedoucí pozici (a zároveň nižším stranickým funkcionářem), jak tomu bylo v Nejmladším z rodu Hamrů a Muži na radnici, nebo přímo stranickým funkcionářem jako Josef Pláteník (vedoucí tajemník OV KSČ) v Okrese na severu. Zmíněný společenský diskurz přetrval a je platný i současné české společnosti.

### Divadelní hry
- Nepokojné hody svaté Kateřiny, 1959[2]
- Pohleďte, pokušení, 1960
- Čtyři z velkoměsta, 1960
- Byli jednou dva, 1960
- Senohrabské grácie, 1961
- Tři chlapi v chalupě, 1963
- Nehoda, 1964
- Slečnu pro Jeho Excelenci, soudruzi!, 1968
- Muž na talíři, 1973
- Šance, 1977

### Filmová tvorba
- Cesta hlubokým lesem, 1964
- Einstein kontra Babinský, 1964
- Ženu ani květinou neuhodíš, 1966
- Hrdina má strach, 1966 (filmová podoba hry Nehoda)
- Nejlepší ženská mého života, 1968
- Ďábelské líbánky, 1970
- Pět mužů a jedno srdce, 1971
- Tajemství velkého vypravěče, 1972
- Tři chlapi na cestách, 1973
- Zbraně pro Prahu, 1974
- Causa Králík, 1980
- Tchán, 1980
- Křtiny, 1981
- Druhý tah pěšcem, 1985

### Televizní seriály
- Příběhy rodiny Bláhovy, 1959–1960
- Tři chlapi v chalupě, 1961–1963
- Eliška a její rod, 1966
- Píseň pro Rudolfa III., 1967–1968
- Alexandr Dumas starší, 1970
- Bakaláři, 1971–1980
- Dispečer, 1971–1972
- Byli jednou dva písaři, 1972
- Slovácko sa nesúdí, 1975–1984
- Nejmladší z rodu Hamrů, 1975
- Muž na radnici, 1976
- Žena za pultem, 1977
- Louis Pasteur, 1977
- Nemocnice na kraji města, 1978–1981
- Inženýrská odysea, 1979
- Plechová kavalerie, 1979
- Okres na severu, 1981
- Malý pitaval z velkého města, 1982–1986
- Doktor z vejminku, 1983
- Rozpaky kuchaře Svatopluka, 1985
- Synové a dcery Jakuba skláře, 1985
- Velké sedlo, 1987
- Válka volů (orig. názvy Der Ochsenkrieg a Vojna volov), 1987
- Teta (slovensky Pehavý Max a strašidlá), seriál pro děti, s Jurajem Jakubiskem, 1987

#### Zakázáno
(Zdroj)
- Doktor Marcus a jeho rod, pro východoněmeckou televizi
- Na počátku bylo slovo…, pro hamburskou televizi

### Jiné televizní pořady
- Bakaláři vědy manželské, od 1976 na náměty TV diváků
- PEKelně SE SOustřeď, televizní soutěž (PEXESO)